# Maryam Nawaz
Maryam Nawaz (nascuda el 28 octubre 1973 a Lahore, Panjab, Pakistan, com a Maryam Nawaz Sharif) és una política pakistanesa membre de la família Sharif, neta de Mohamed Sharif. El novembre de 2013 fou nomenada presidenta del Programa de Joventut del Primer Ministre de Pakistan, el qual era aleshores son pare Nawaz Sharif.